# قلایچی، آماسرا
قلایچی، آماسرا (به ترکی استانبولی: Kalaycı) یک منطقهٔ مسکونی در ترکیه است که در آماسرا واقع شده‌است. قلایچی ۲۱۷ نفر جمعیت دارد.